# Nia Akins
Pour les articles homonymes, voir Akins.
Nia Akins (née le 7 juillet 1998) est une athlète américaine spécialiste du 800 mètres.

## Biographie
En 2023, Nia Akins devient championne des États-Unis du 800 m en 1 min 59 s 50. Elle porte son record personnel à 1 min 58 s 61 en demi-finale des championnats du monde à Budapest.
En 2024 elle se qualifie pour les Jeux olympiques en remportant les Sélections olympiques américaines en 1 min 57 s 36, dans une course où chute la favorite Athing Mu.
A Paris elle est éliminée au stade des demi-finales.

## Palmarès
| Date | Compétition                | Lieu      | Résultat | Épreuve | Temps         |
| ---- | -------------------------- | --------- | -------- | ------- | ------------- |
| 2019 | Championnats NACAC espoirs | Querétaro | 2e       | 800 m   | 2 min 7 s 11  |
| 2023 | Championnats du monde      | Budapest  | 6e       | 800 m   | 1 min 57 s 73 |

## Records
| Épreuve | Performance   | Lieu   | Date         |
| ------- | ------------- | ------ | ------------ |
| 800 m   | 1 min 57 s 36 | Eugene | 24 juin 2024 |